# Kamel Zeghli
Kamel Zeghli est un joueur de football algérien né le 20 août 1993 à Béjaïa, en Algérie. Il évolue au poste de défenseur en faveur du club du MC Oran.

## Biographie
Il a participé à la Ligue des champions d'Afrique avec le club de la JSM Béjaïa